# Solanum jamesii
Espèce
Solanum jamesii est une espèce de plantes herbacées tubéreuses de la famille des Solanaceae. Cette espèce, vivace par ses tubercules, est originaire du Sud des États-Unis où elle est appelée Colorado wild potato (pomme de terre sauvage du Colorado) et du nord du Mexique. Elle est apparentée à la pomme de terre cultivée mais s'en distingue notamment par son niveau de ploïdie, elle est en effet diploïde (2n = 2x = 24) tandis que la pomme de terre cultivée (Solanum tuberosum) est tétraploïde.
Toutes les parties de la plante sont toxiques car elles contiennent un taux élevé de glycoalcaloïdes, dont la solanine, en particulier les fruits mûrs. Les tubercules sont comestibles dans certaines conditions.

## Caractéristiques
On a pu observer une dormance record de huit ans sur des tubercules de Solanum jamesii conservés à une température de +5 °C.

## Distribution
L'aire de distribution de cette espèce se situe dans le nord de la zone de diffusion des solanées tubéreuses de la section Petota du genre Solanum. Elle correspond au sud-ouest des États-Unis (sud du Colorado, centre et ouest du Nouveau-Mexique, Texas, nord de l'Arizona et Utah, et au nord du Mexique (Chihuahua, Durango, Querétaro et San Luis Potosí).

## Utilisation
Comme les autres espèces de solanées tubéreuses, Solanum jamesii appartient au pool génique de la pomme de terre et peut être utilisée pour l'introgression dans des variétés cultivées de gènes intéressants. L'espèce peut s'hybrider avec Solanum tuberosum dans des conditions contrôlées en laboratoire.
Les tubercules sont comestibles malgré leur teneur en solanine qui leur donne amertume et astringence. Les indiens Hopis et Navajos les consomment crus ou cuits (bouillis) avec de l'argile saline pour contrecarrer les effets de la solanine,.
Solanum jamesii est parfois cultivée dans les jardins comme plante ornementale.